# Les Jambes au cou
Pour plus de détails, voir Fiche technique et Distribution.
Les Jambes au cou (titre original : Going Bye-Bye!) est un film américain de comédie réalisé par Charley Rogers, mettant en scène Laurel et Hardy, sorti en 1934.

## Synopsis
Butch, un gangster violent, est envoyé au bagne grâce au témoignage de Stan et d'Ollie. Il jure de se venger en leur attachant les jambes autour du cou. Les deux compères décident de quitter la ville avec un compagnon de route. Ils ignorent que ce dernier n'est autre que la maîtresse de Butch, déguisée. Sur ces entrefaites, le condamné réussit à s'évader...

## Fiche technique
- Titre original : Going Bye-Bye!
- Titre français : Les Jambes au cou
- Réalisation : Charley Rogers
- Photographie : Francis Corby
- Montage : Bert Jordan
- Ingénieur du son : Harry Baker
- Producteur : Hal Roach
- Société de production : Hal Roach Studios
- Société de distribution : Metro-Goldwyn-Mayer
- Pays de production : États-Unis
- Langue : anglais
- Format : Noir et blanc - 35 mm - 1,37:1  -  sonore
- Genre : comédie
- Longueur : deux bobines
- Date de sortie : 
  - États-Unis : 23 juin 1934

## Distribution
Source principale de la distribution :
- Stan Laurel : Stanley
- Oliver Hardy : Oliver Hardy
- Mae Busch : la fiancée de Butch
- Walter Long : Butch

Reste de la distribution non créditée :
- Baldwin Cooke : un membre du tribunal
- Charles Dorety : un homme à l'audience
- Lester Dorr : un homme à l'audience
- Harry Dunkinson : le juge
- Fred Holmes : un homme à l'audience
- Sam Lufkin : un homme à l'audience
- Murdock MacQuarrie : le président du jury
- Tiny Sandford : un homme à l'audience
- Ellinor Vanderveer : un membre du jury